# Alophoixus frater
Az Alophoixus frater a madarak osztályának verébalakúak (Passeriformes) rendjébe és a bülbülfélék (Pycnonotidae) tartozó családja tartozó faj.

## Rendszerezése
A fajt Richard Bowdler Sharpe angol ornitológus írta le 1877-ben, a Criniger nembe Criniger frater néven. Sorolták a szürkearcú bülbül (Alophoixus bres) alfajaként Alophoixus bres frater néven is.

## Előfordulása
A Fülöp-szigetekhez tartozó Palawan szigetén honos. Természetes élőhelyei a szubtrópusi és trópusi síkvidéki és hegyi esőerdők, valamint ültetvények és másodlagos erdők. Állandó, nem vonuló faj.

## Megjelenése
Átlagos testhossza 22,7 centiméter.

## Természetvédelmi helyzete
Az elterjedési területe kicsi, egyedszáma viszont stabil. A Természetvédelmi Világszövetség Vörös listáján nem fenyegetett fajként szerepel.